# Lucien Faucheux

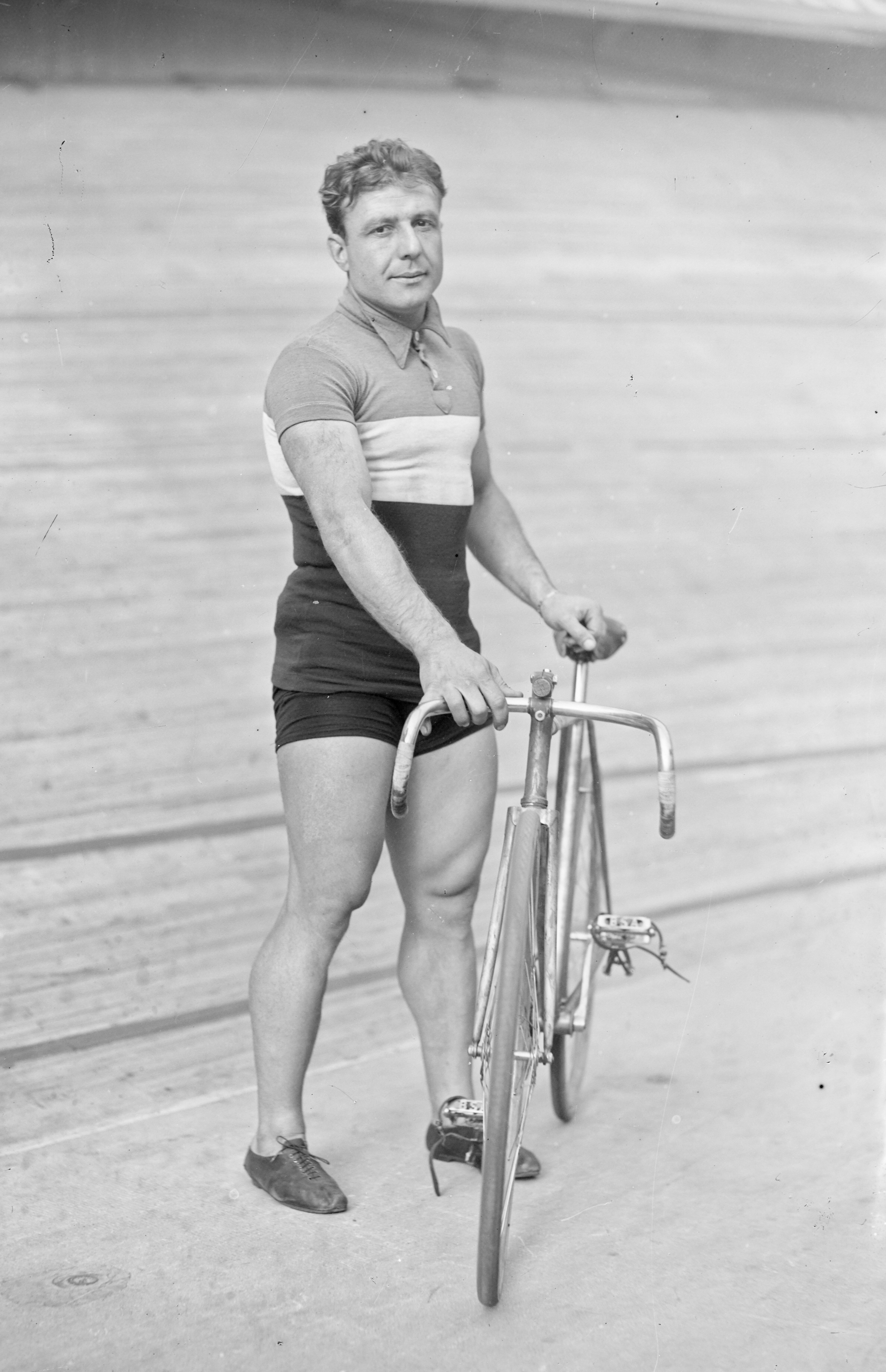
Lucien Faucheux (1931)

Lucien Faucheux (* 16. August 1899 in Le Kremlin-Bicêtre; † 24. Juli 1980 in Bordeaux) war ein französischer Bahnradsportler, der überwiegend im Sprint an den Start ging.

## Sportliche Laufbahn
Er war Teilnehmer der Olympischen Sommerspiele 1920 in Antwerpen. Er bestritt mit dem Vierer Frankreichs die Mannschaftsverfolgung, und sein Team belegte den fünften Platz.
1923 hatte Lucien Faucheux seinen ersten großen Erfolg, als er beim „Grand Prix Cyclo-Sport de Vitesse“ siegte. In den folgenden zehn Jahren gehörte er zu den besten Bahnsprintern Frankreichs; national sowie international war sein Landsmann Lucien Michard sein größter Konkurrent. 1924 wurde Faucheux Vize-Weltmeister im Sprint der Amateure, hinter Michard.
1926 trat Faucheux zu den Profi über. Bei den Bahnweltmeisterschaften 1927 in Köln belegte er den dritten Platz im Sprint (hinter Michard und Ernst Kaufmann); 1928 wurde er Vize-Weltmeister (wiederum hinter Michard). Mehrfach gewann Faucheux Große Preise im Sprint, darunter 1926, 1928 und 1929 den renommierten Klassiker Grand Prix de Paris sowie 1927 und 1928 den Grand Prix d’Angers. Den Grand Prix de la République gewann er 1930, den Grand Prix du Conseil municipal de la ville de Paris 1933. 1931 gelang es ihm ein einziges Mal, französischer Sprint-Meister zu werden als er im Finale Louis Gerardin bezwang. Den Grand Prix de l’UCI in Paris gewann er 1931. 1937 trat Lucien Faucheux vom Radsport zurück.

## Berufliches und Privates
Nach seiner aktiven Laufbahn wurde Faucheux für viele Jahre (bis 1964) Direktor der Radrennbahn von Bordeaux.
Von 1934 bis 1944 war er verheiratet mit der Schwimmerin Yvonne Degraine.